# Trollheimen
Le Trollheimen est un massif de montagnes situé au centre de la Norvège, entre les comtés de Møre og Romsdal et de Trøndelag. Il fait partie des Alpes scandinaves.

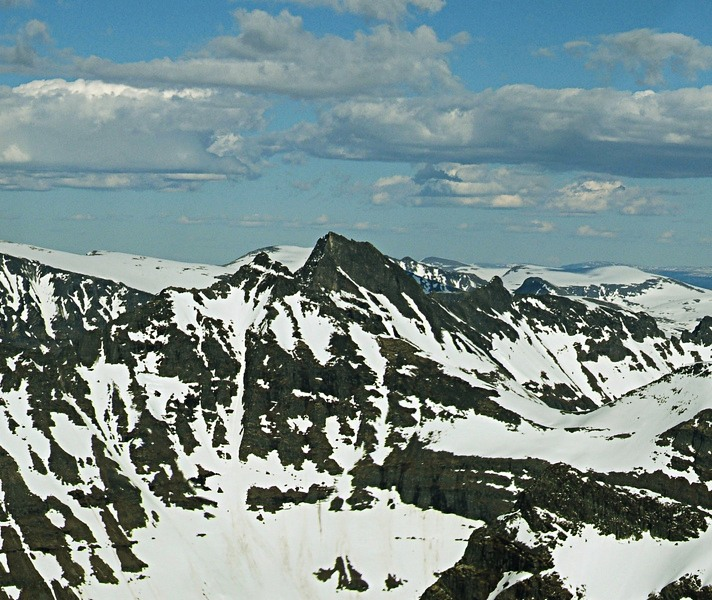
Le Store Trolla, point culminant du Trollheimen.